# Monifah
Monifa Carter (Manhattan, 28 gennaio 1972) è una cantautrice, attrice e personaggio televisivo statunitense.

## Biografia
L'album di debutto di Monifah, Mood...Moments, è stato pubblicato nel marzo 1996 ed ha raggiunto la 42ª posizione della Billboard 200, venendo certificato disco d'oro negli Stati Uniti. I tre singoli estratti, I Miss You (Come Back Home), You e You Don't Have to Love Me, sono tutti entrati nella Billboard Hot 100; in particolare, il secondo si è spinto fino al 32º posto della hit parade nazionale.
Due anni più tardi è uscito il secondo disco della cantante Mo'hogany, il quale ha segnato il suo miglior piazzamento in classifica alla numero 16 ed è stato in seguito certificato disco di platino per aver superato il milione di copie vendute. È stato promosso dalla hit internazionale Touch It: si è imposta 9ª nella Hot 100, 27ª nella Official Singles Chart e 5ª nella ARIA Singles Chart, oltre a ricevere certificazioni oro e platino dalle associazioni musicali australiana e belga.
Nel 2000 è stato reso disponibile il terzo album di Monifah, Home, che si è fermato alla numero 151 in madrepatria, mentre nel 2003 ha avuto un ruolo nello spettacolo teatrale di Michael Baisden Men Cry in the Dark. Ha inoltre partecipato al reality R&B Divas dal 2012 al 2014.

## Discografia

### Album in studio
- 1996 – Moods...Moments
- 1998 – Mo'hogany
- 2000 – Home

### Singoli
- 1996 – I Miss You (Come Back Home)
- 1996 – You
- 1996 – You Don't Have to Love Me
- 1996 – I Still Love You
- 1998 – Touch It
- 1998 – Bad Girl
- 1998 – Suga Suga
- 2000 – I Can Tell
- 2014 – The Other Side
- 2015 – One Moment